# Surigao do Norte
Surigao do Norte é um província de  segunda classe de renda da província (d) na região Caraga (Região XIII), nas Filipinas. De acordo com o censo de 1 de maio  de  2020 possui uma população de 534 636 pessoas e 127 445 domicílios.
A sua capital é Cidade de Surigao.

## Geografia
A província é composta de uma pequena região localizada no extremo nordeste da ilha de Mindanao e também de várias ilhas localizadas no [[[Mar das Filipinas]]], Siargao, grupo Grande de Bucas, Bucas de Enmedio e Bucas del Este, a parte do Dinagat localizada ao sul do canal Bagoc e da baía de Baía de Awasan: Sumilon, Danaon, Hikdop, Hanigad, Awasan, Nonoc e Doot.
Adjacente à costa e separadas pelo Estreito de Hinatuán ( Passagem de Hinatuan ) estão as ilhas de Maanoc, Condona, Bayagnan, Hinatuan, Talavera, Masapelid, Mahaba e Banga.

## Transporte
A província serve como uma importante rota de transporte entre Visayas e Mindanao, uma vez que atravessa a Rodovia Marhalika, oficialmente chamada Pan-Philippine Highway, uma rede rodoviária de 3.517 quilômetros (2.185 milhas) de estradas, pontes e serviços de balsa que ligam as ilhas de Luzón Samar, Leyte e Mindanao, a verdadeira espinha dorsal de transporte nas Ilhas Filipinas.

## Línguas
Cebuano e Surigaense são os principais idiomas da província. A língua samareña também é ali falada.;

## Subdivisões
Politicamente, a província Surigao do Norte é dividida em 20 municípios e uma cidade, Surigao (Componente ). Tem 335 barangays.
C onsiste em 2 distritos para eleições no congresso.
Municípios
- Alegria
- Bacuag
- Burgos
- Claver
- Dapa
- Del Carmen
- General Luna
- Gigaquit
- Mainit
- Malimono
- Pilar
- Placer
- San Benito
- San Francisco
- San Isidro
- Santa Monica
- Sison
- Socorro
- Tagana-an
- Tubod

Cidade
- Cidade de Surigao

## História
Em 1904, durante a ocupação das Filipinas pelos EUA, muitos municípios se tornaram bairros. A província de Surigao manteve apenas as de Surigão, Prazer, Dinagat e Dapa de Siargao.
Este fue el caso de Sapao, Numancia de Siargao, Cabontog, Taganaán, Mainit y Claver.
Em 18 de setembro de 19]] a província de Surigao foi dividida em duas: Surigao do Norte e [Surigao do Sul.
Surigao tornou-se uma cidade em 30 de agosto de 1970, com Pedro R. Espina sendo seu primeiro prefeito.
As Ilhas Dinagat se tornam uma nova província em 2 de dezembro de 2006.